# Javier Illana
Javier Illana García (12 de septiembre de 1985 en Leganés, Madrid) es un deportista español que compite en saltos. Su especialidad es el trampolín de 3 metros. Durante 2013 participó como jurado y entrenador profesional en el talent show ¡Mira quién salta!.

## Trayectoria deportiva
Participó en los Juegos Olímpicos de Atenas 2004, en los Juegos Olímpicos de Pekín 2008 y en los Juegos Olímpicos de Londres 2012 en la disciplina de trampolín de 3 metros.
El 8 de marzo de 2009 logró la medalla de bronce en la prueba de trampolín de 3 metros de la prueba del Gran Prix de saltos de la FINA disputada en Moscú.
El 12 de agosto de 2010 se hizo con la medalla de bronce en la competición de saltos de trampolín de un metro en el Campeonato Europeo de Natación celebrado en Budapest. Un día después finalizó en cuarta posición en la competición de salto de tres metros.
El 9 de marzo de 2011 alcanzó el cuarto puesto en el Campeonato Europeo de Natación en Turín.
Participó en los Juegos Olímpicos de Londres 2012 y obtuvo el 12º puesto en la final de salto de trampolín de tres metros.

## Trayectoria televisiva
- "¡Mira quién salta!" (Telecinco) como entrenador y jurado. (2013)
- "Pasapalabra" (Telecinco) como invitado. (2013)
- "Campeonato Mundial de Natación de 2013" (Teledeporte) como comentarista.3)
- " ¡Mira quién salta!" (Telecinco) como entrenador. (2014)